# Vol Lao Airlines 301
Le vol Lao Airlines 301 était un vol intérieur régulier de passagers entre Vientiane et Paksé, au Laos. Le 16 octobre 2013, l'ATR 72 assurant le vol s'est écrasé dans le Mékong, causant la mort des 49 personnes à bord. Il s'agit du pire accident aérien survenu au Laos, ainsi que du premier accident grave impliquant l'ATR 72-600.
Le rapport d'enquête a conclu que la cause probable de l'accident était l'incapacité de l'équipage à exécuter correctement la procédure standard d'approche interrompue, après avoir effectué une remise de gaz lors de l'atterrissage à l'aéroport de Paksé.

## Avion et équipage
L'appareil impliqué était un ATR 72-600, immatriculé RDPL-34233, de numéro de série 1071. Il avait été livré neuf à Lao Airlines le 29 mars 2013 et comptait 758 heures de vol au moment de l'accident. Cet avion court-courrier était équipé de deux turbopropulseurs, de type Pratt & Whitney PW127M.
L'équipage était composé du commandant de bord Yong Som (57 ans), qui cumulait 5 600 heures de vol à son actif, dont 3 200 heures sur ATR 72, et du copilote Soulisack Houvanthong (22 ans), qui ne comptait qu'environ 400 heures de vol sur ce modèle d'appareil.

## Accident
Le vol 301 assurait un vol intérieur régulier de passagers entre l'aéroport international de Wattay, à Vientiane, et l'aéroport de Paksé, au Laos. L'avion a décollé de Vientiane à 14h45, heure locale, et s'est écrasé dans le Mékong à 15h55, heure locale, alors qu'il approchait de Paksé pour la deuxième fois, à moins de 3,7 miles (6 km) de l'aéroport. 
En raison du mauvais temps, l'équipage avait interrompu la première tentative d’atterrissage et se trouvait alors en vent arrière pour une nouvelle approche lorsqu'il s'est écrasé sur une berge, située sur l'île de Don Khon, et a fini sa course dans les eaux du fleuve. Les cinq membres d'équipage et les 44 passagers à bord ont tous été tués sur le coup.
Des traces sur le sol indiquent que l'avion a atterri lourdement sur le sol, avant de s'écraser dans les eaux du Mékong. Les conditions météorologiques étaient jugées mauvaises au moment de l'accident, en raison des restes du typhon Nari (en) qui touchaient alors le sud du Laos.
La récupération des victimes et de l'épave a été entravée par la profondeur des eaux du Mékong, ainsi que des forts courants présents à cet endroit. Pour aider aux recherches, 50 plongeurs thaïlandais ont été mobilisés. Dix-huit des victimes avaient été récupérées au 18 octobre. Cinq jours plus tard, 44 des 49 victimes avaient été récupérées ; l'identification ayant été confirmée pour 27 d'entre elles. Certains des corps des victimes ont été retrouvés à 19 km en aval du lieu de l'accident.

## Victimes
Les victimes du crash étaient de onze nationalités différentes. Sur les 44 passagers à bord, 16 étaient des ressortissant laotiens, ainsi que quatre des cinq membres de l'équipage ; le commandant étant de nationalité cambodgienne. Les autres victimes comprenaient sept Français, six Australiens, cinq Thaïlandais, trois Sud-Coréens, trois Vietnamiens, un Chinois, un Taïwanais, un Malaisien et un Américain. Au moins deux enfants, tous deux originaires d'Australie, figurent également parmi les victimes.
| Pays         | Passagers | Équipage | Total |
| ------------ | --------- | -------- | ----- |
| Laos         | 16        | 4        | 20    |
| France       | 7         | –        | 7     |
| Australie    | 6         | –        | 6     |
| Thaïlande    | 5         | –        | 5     |
| Corée du Sud | 3         | –        | 3     |
| Vietnam      | 3         | –        | 3     |
| Cambodge     | –         | 1        | 1     |
| Chine        | 1         | –        | 1     |
| Malaisie     | 1         | –        | 1     |
| Taïwan       | 1         | –        | 1     |
| États-Unis   | 1         | –        | 1     |
| Total        | 44        | 5        | 49    |

Les premiers rapports selon lesquels un ressortissant canadien se trouvait à bord étaient inexacts, car il a été déterminé plus tard que le passager en question était de nationalité vietnamienne.

## Enquête
Le Département de l'aviation civile du Laos (en) a ouvert une enquête sur cet accident. Le fabricant de l'avion, ATR, et le Bureau d'enquêtes et d'analyses pour la sécurité de l'aviation civile (BEA) français les ont aidés ; le BEA a notamment envoyé quatre de ses enquêteurs au Laos.
L'épave de l'appareil a été remontée des eaux du Mékong le 22 octobre 2013. Dans les trois semaines qui ont suivi l'accident, l'enregistreur de paramètres (FDR) et l'enregistreur phonique (CVR) ont été récupérés avec succès dans le fleuve.
Selon le rapport d'enquête officiel, publié en novembre 2014, la cause probable de l'accident est l'échec de l'équipage à exécuter correctement la procédure d'approche interrompue publiée par la compagnie aérienne, ce qui a entraîné un impact sans perte de contrôle (CFIT). Un changement soudain des conditions météorologiques et une approche aux instruments mal exécutée ont nécessité une remise de gaz. 
Les données des deux enregistreurs de vol montrent que l'équipage a amorcé un virage à droite selon la trajectoire d'approche interrompue sur le plan latéral, sans réussir à la maintenir sur le plan vertical requis. Plus précisément, l'équipage n'a pas suivi le profil vertical de l'approche interrompue, car l'altitude d'approche interrompue était fixée à 600 pieds (180 m) et le pilote automatique de l'avion est passé en mode capture d'altitude, les pilotes sont donc descendus trop bas sous l'altitude minimale de descente (MDA). 
Lorsque l'équipage s'est rendu compte que l'altitude était trop basse, le pilote aux commandes a réagi de manière excessive, en tirant très fortement sur le manche de commande, ce qui a conduit à une forte assiette à cabrer d'environ 33°. 
Du fait d'une mauvaise maîtrise et connaissance de l'ATR 72-600, due à un manque de formation sur ce type d'appareil, les pilotes n'ont pas modifié les différents paramètres de l’atterrissage. L'avion a progressivement perdu de l'altitude, avant de percuter la cime des arbres et de s'écraser sur la berge, avant de plonger dans les eaux du fleuve.